# Эринген
Эринген (нем. Öhringen) — город в Германии, в земле Баден-Вюртемберг, расположенный примерно 25 км восточнее города Хайльбронна. 
Подчинён административному округу Штутгарт. Входит в состав района Хоэнлоэ, в котором он является наибольшим городом. На 31 декабря 2018 года его население составляло 24 374 человек. Эринген занимает площадь 67,79 км². Официальный код  —  08 1 26 066.
Город подразделяется на городской центр и 9 городских районов (Баумерленбах, Бюттельброн, Каппель, Экартсвайлер, Михельбах ам Вальд, Мёглинген, Орнберг, Швёльброн и Ференберг)

## Известные уроженцы
- Август Лёш (1906—1945) — экономист и экономико-географ.

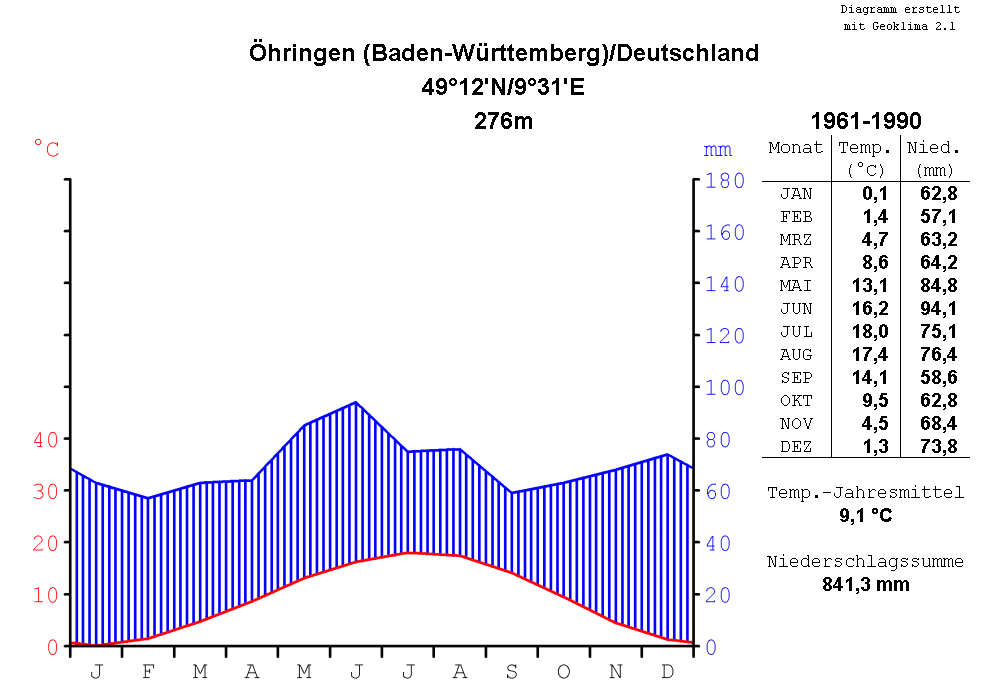
Диаграмма климата